# Lunar Lander
Lunar Lander è un videogioco arcade in grafica vettoriale prodotto da Atari nel 1979, nel quale è simulato un allunaggio. È stato all'epoca distribuito in circa 4830 unità. In Giappone il gioco è stato distribuito da SEGA.

## Modalità di gioco
Lo scopo del gioco è quello di fare correttamente atterrare un modulo spaziale sulla superficie della Luna. Questa viene generata in maniera casuale all'inizio di ogni partita, e ogni volta presenta solo alcune zone abbastanza piane sulle quali è possibile far atterrare la navetta. Per pilotare quest'ultima è necessario utilizzare il suo retrorazzo per controbilanciare la forza di gravità, attraverso una speciale leva posta sul cabinet che rende possibile dosarne la potenza, e due pulsanti per indicarne la direzione. Il modulo è dotato di carburante limitato; quando si esaurisce non risponde più ai comandi del giocatore. È tuttavia possibile "acquistare" carburante inserendo monete o gettoni nella macchina.

## Storia

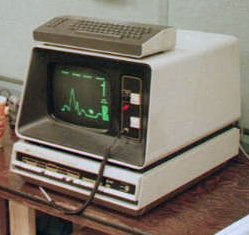
Moonlander sul DEC GT40

Uno dei predecessori di Lunar Lander è Lunar Landing Game, realizzato nel 1969 da Jim Storer a seguito dell'allunaggio dell'Apollo 11. Scritto in linguaggio FOCAL su PDP-8, Lunar Landing Game è un videogioco testuale dove, a turno, si devono inserire dei valori numerici che rappresentano la velocità. Nel 1973  Jack Burness si ispirò ad esso per la realizzazione di Moonlander (ma chiamato anche Lunar Lander), creato per dimostrare le capacità di input e output del DEC GT40: questa versione era infatti dotata di grafica ed era controllata tramite una penna ottica con la quale era possibile variare accelerazione e angolo della navetta, inoltre risulta essere anche il primo videogioco contenente un easter egg

## Altre versioni
Lunar Lander è presente in una raccolta di conversioni di videogioco arcade per Game Boy Advance del 2005, contenente anche Millipede e Super Breakout. Altre compilation nel quale è presente sono: Retro Atari Classics per Nintendo DS, Atari Anthology per Xbox, PlayStation 2 e Microsoft Windows, Atari Classics Evolved per PlayStation Portable.
Molte sono le varianti e conversioni non ufficiali, dagli anni '70 in poi. Tra quelle che ebbero rilievo sulla stampa si possono citare Jupiter Lander per Commodore VIC-20 e 64 (1981-82) e Apollo 11 per ZX Spectrum (1983).